# فهرست سیاه (فیلم ۱۹۷۲)
«فهرست سیاه» (انگلیسی: Black List (1972 film)) فیلمی در ژانر اکشن است که در سال ۱۹۷۲ منتشر شد.